# Бікінське родовище вугілля
Бікінське родовище вугілля — родовище бурого вугілля в Приморському краї РФ. Відкрите в 1954 році, розробляється відкритим способом з 1973 року.

## Характеристика
Загальна площа 260 км². Загальні запаси вугілля 1,3 млрд т (до глиб. 300 м). Займає західну частину обширної Контровод-Алчевської депресії в мезозойських породах. Вугленосна товща (олігоцен-міоцен) потужністю 1800 м перекрита чохлом четвертинних утворень і базальтами. Вугілля буре груп Б1 і Б2. Теплота згорання вугілля — 26-28 МДж/кг.